# Ралі (Ньюфаундленд і Лабрадор)
Ралі (англ. Raleigh) — містечко в Канаді, у провінції Ньюфаундленд і Лабрадор.

## Населення
За даними перепису 2016 року, містечко нараховувало 177 осіб, показавши скорочення на 11,9%, порівняно з 2011-м роком. Середня густина населення становила 15,9 осіб/км².
З офіційних мов обидвома одночасно володіли 5 жителів, тільки англійською — 175.
Працездатне населення становило 61,8% усього населення, рівень безробіття — 42,9% (63,6% серед чоловіків та 20% серед жінок). 104,8% осіб були найманими працівниками, а 0% — самозайнятими.

## Клімат
Середня річна температура становить 2°C, середня максимальна – 17°C, а середня мінімальна – -14,5°C. Середня річна кількість опадів – 1 146 мм.
| Клімат поселення                              | Клімат поселення | Клімат поселення | Клімат поселення | Клімат поселення | Клімат поселення | Клімат поселення | Клімат поселення | Клімат поселення | Клімат поселення | Клімат поселення | Клімат поселення | Клімат поселення | Клімат поселення |
| Показник                                      | Січ.             | Лют.             | Бер.             | Квіт.            | Трав.            | Черв.            | Лип.             | Серп.            | Вер.             | Жовт.            | Лист.            | Груд.            |                  |
| Середній максимум, °C                         | −4,44            | −4,72            | −0,72            | 4,70             | 8,74             | 13,22            | 16,55            | 17,00            | 13,08            | 7,90             | 3,15             | −2,08            |                  |
| Середня температура, °C                       | −9,34            | −9,62            | −5,61            | −0,18            | 3,84             | 8,34             | 13,42            | 13,88            | 9,96             | 4,78             | 0,04             | −5,18            |                  |
| Середній мінімум, °C                          | −14,22           | −14,5            | −10,51           | −5,08            | −1,06            | 3,43             | 10,35            | 10,80            | 6,85             | 1,68             | −3,05            | −8,3             |                  |
| Норма опадів, мм                              | 98               | 90               | 87               | 74               | 75               | 101              | 99               | 105              | 104              | 103              | 101              | 109              |                  |
| Середньомісячна швидкість вітру, м/с          | 6.50             | 6.39             | 6.38             | 5.91             | 5.38             | 5.20             | 4.80             | 4.90             | 5.60             | 6.00             | 6.34             | 6.74             |                  |
| Середньомісячна сонячна радіація, кДж/м²·день | 3316             | 6262             | 10509            | 14440            | 17463            | 18954            | 18374            | 15083            | 10784            | 6194             | 3440             | 2394             |                  |
| --------------------------------------------- | ---------------- | ---------------- | ---------------- | ---------------- | ---------------- | ---------------- | ---------------- | ---------------- | ---------------- | ---------------- | ---------------- | ---------------- | ---------------- |
| Джерело:                                      |                  |                  |                  |                  |                  |                  |                  |                  |                  |                  |                  |                  |                  |